# Armada Real del señor rey de Aragón
La Armada Real del señor rey de Aragón fue la fuerza naval armada y fletada por el rey de Aragón, y conjuntamente con la Armada de la Diputación General de Cataluña, la Armada de la Diputación General de Valencia, la Armada de Barcelona, la Armada de Valencia y la Armada de Mallorca formaban las fuerzas militares navales de la Corona de Aragón.

## La gente de la Armada

### Élites
Los mandos de las flotas de los reyes de Aragón provenían principalmente de la aristocracia militar aragonesa y catalana. Los patrones eran generalmente mercaderes, que tanto podían ser oficiales nombrados por el rey, como particulares agregados para una campaña militar concreta.

### La gente de mando
Hombres de marLos hombres de mar eran todo tipo de profesionales adscritos al barco y con capacidad ejecutiva de mando o sin ella, pero siempre especializados en una función concreta que no tenía que ver con el combate; no obstante, estaban obligados a ir armados y en caso de lucha, a participar activamente. Al frente de esta gente estaban los còmits, que eran los responsables últimos de la navegación y la maniobra de la embarcación, seguidos por los aliers, cruïllers, espatllers, proers o nauxers. Constituían pues gente con competencia profesional de especialización marinera y procedían de localidades costeras de la Corona de Aragón.
Hombres de guerraLa segunda categoría básica de los hombres de mando es la de los ballesteros, que servían en naves o galeras y eran prácticamente indispensables, hecho que creó una demanda sostenida de sus servicios. Fueron de renombrable memoria los ballesteros aragoneses y catalanes.

### La gente de oficio
Esta gente eran básicamente los juglares (trompeteros, músicos, etc.), el personal sanitario (barberos, médicos, etc.) y los escribanos.

### La gente de remo
La xurma o gente de remo era el grupo más socialmente heterogéneo y menos especializado profesionalmente de toda la gente de la armada, a pesar de que eran el más numerosa, y también el más conflictivo e indisciplinado. La gente de remo siempre era «voluntaria», incentivada pero por la posibilidad de escapar de problemas con la justicia o con los acreedores. Los guiatje real acostumbraban a conceder la remisión de todas las deudas y crímenes, excepción hecha del asesinato, el robo, la violación, la falsificación de moneda, la lesa majestad y otros delitos graves. La otra causa posible que atraía los hombres al remo era la procedencia geográfica de los galeotes, pues figuran un elevado número de extranjeros así como del interior de la Corona de Aragón. El anuncio de la formación de una armada con llamamientos públicos por todas partes atraería un número creciente a las ciudades donde se armaban las galeras. Finalmente también existían los acordaments forzosos, que si bien eran ilegales, no por ello dejaron de ser comunes como medida de urgencia para dotar las galeras.

## Ordinacions sobre lo fet de la mar

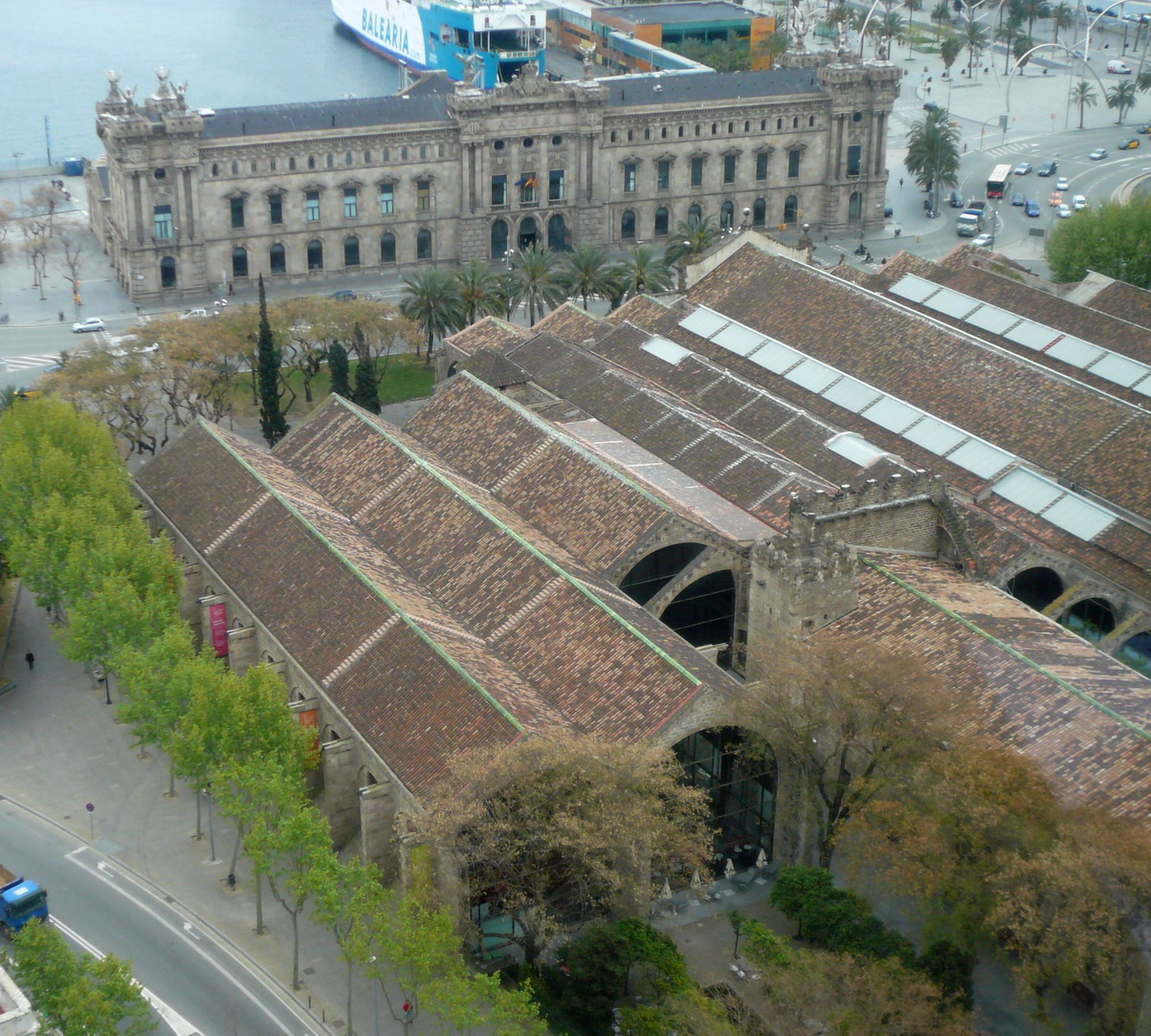
Atarazanas Reales de Barcelona.

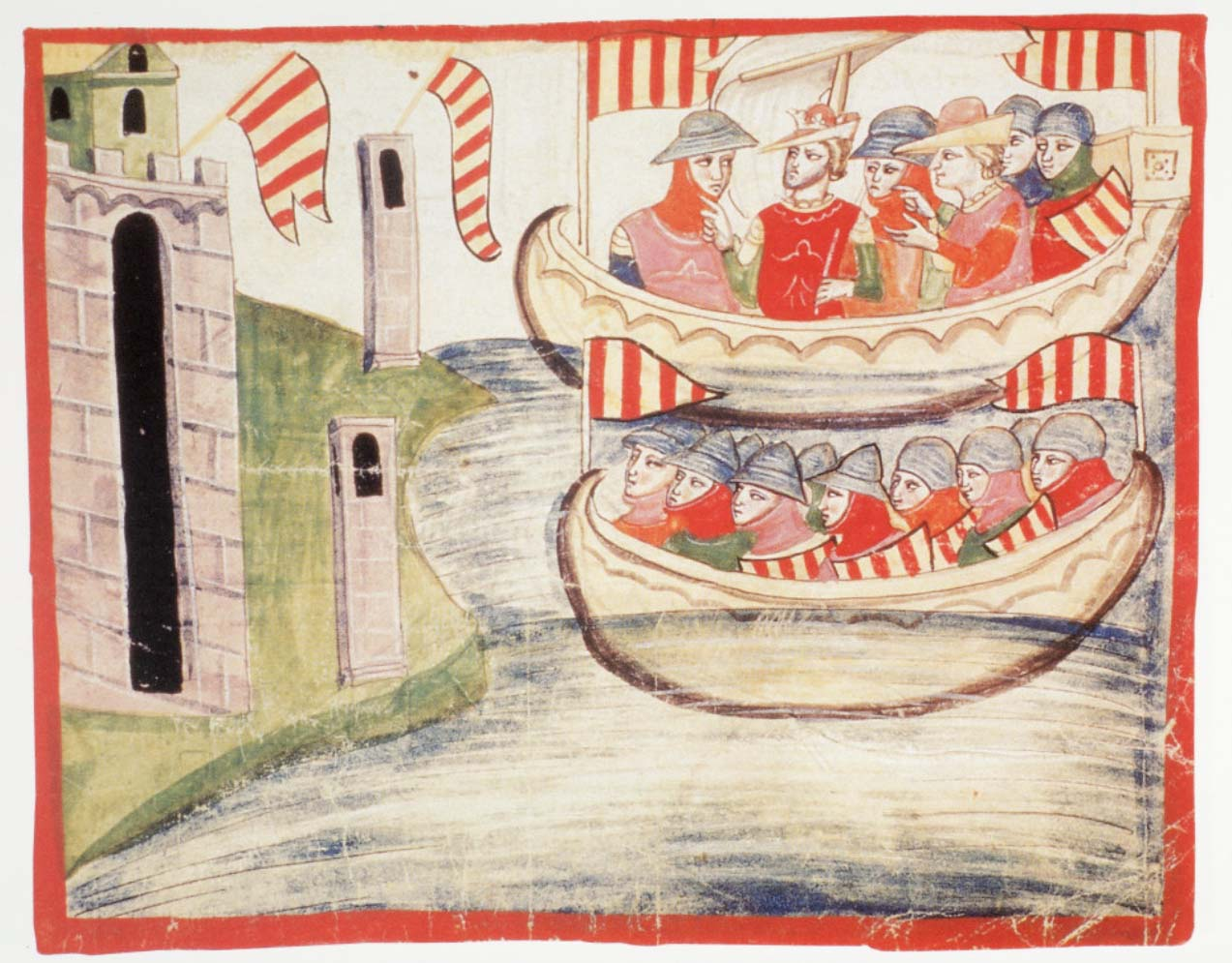
Desembarco de Pedro III de Aragón «el Grande» en Trapani.

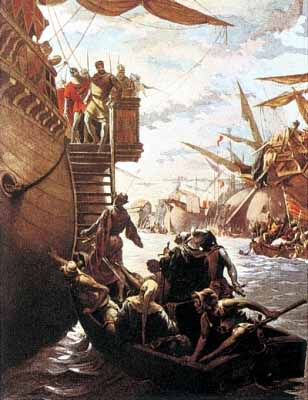
Batalla del golfo de Nápoles (1284), obra de Ramon Tusquets y Maignon (1885). Después de la victoria, el almirante Roger de Flor sentenció: «Ningún pescado osará levantarse sobre el mar, si no trae un escudo o una señal del rey de Aragón en la cola».

El 1354 el almirante (capitán general de la Armada) Bernardo II de Cabrera promulgó las Ordinacions sobre lo fet de la mar. Se  detallan las funciones y obligaciones de la gente de la armada, los salarios, la disciplina, etc., por las siguientes gentes:
- Almirante (o capitán general de la Armada)
- Vicealmirante
- Patrones (que podían ser también cómitres)
- Cómitres
- Sotacómitres
- Proeles
- Nauxeros
- Timoneles
- Aliers
- Creuïllers
- Espatllers
- Ballesteros
- Escribanos
- Alguaciles
- Juglares
- Senescales
- Palomeros
- Simples remeros

## LasLaus
En las Ordinacions sobre lo fet de la mar hechas por el almirante Bernardo II de Cabrera bajo el reinado de Pedro IV de Aragón «el Ceremonioso» también se  especifican las Laus que se tenían que llamar cuando el rey ponía su estandarte en la Armada Real. Las Laus se tenían que hacer con gran solemnidad y las decía un marinero con buena voz colgado de la pértiga donde se izaba el estandarte real. Las Laus del rey se tenían que llamar dos veces y las del almirante una.

## Batallas destacadas
- Desembarco de Santa Ponsa (1229)
- Desembarco de Trápani (1282)
- Batalla naval de Nicótera (1282)
- Batalla naval de Malta (1283)
- Batalla naval del golfo de Nápoles (1284)
- Batalla de Formigues (1285)
- Batalla naval de Sant Feliu de Guíxols (1285)
- Desembarco de Patti (1298)
- Batalla de cabo Orlando (1299)
- Batalla de Ponça (1300)
- Sitio de Oreoi (1351)
- Batalla naval del Bósforo (1352)
- Batalla naval de Puerto del Conde (1353)
- Conquista del Alguer (1354)